# Вајат
Вајат је традиционална помоћна зграда у сеоским домаћинствима у Србији и неким другим деловима Балкана, најчешће изграђена од дрвета, мањих димензија и без прозора. Иако данас углавном служи као остава за алат, опрему или пољопривредне производе, његова примарна и најзначајнија историјска функција била је да обезбеди интимност брачном пару, посебно младенцима, у оквиру традиционалног задружног живота.

## Етимологија и називи
Реч вајат је, према неким тумачењима, турског порекла, изведена од речи hayat, која може означавати двориште, али и споредну зграду или просторију у склопу куће или дворишта, понекад са значењем летње кухиње или одаје. Милан Вујаклија у свом Лексикону страних речи наводи да вајат или хајат означава „ограду, двориште; кућу са двориштем, трем, доксат”. Милош Московљевић у Речнику српског језика дефинише вајат као „омању, већином дрвену зграду у дворишту сеоске куће у којој ноћивају младенци...”
У различитим крајевима могу постојати и други локални називи за сличне објекте.

## Архитектонске карактеристике
Вајат је по правилу мања, самостална грађевина, одвојена од главне куће у сеоском дворишту. Традиционално је грађен од дрвета (брвана или дасака), често на ниском каменом темељу или дрвеним стубовима како би се заштитио од влаге. Кров је обично био на две воде, покривен шиндром, сламом или касније ћеремидом.
Кључне карактеристике су:
- Мале димензије: Обично је имао само једну просторију, довољну за смештај брачног пара.
- Одсуство прозора: Традиционални вајати често нису имали прозоре, или су имали само мале отворе (пушкарнице), како би се обезбедила приватност и интима младенаца, али и да би се спречило "звирење" (вирење) радозналих.[1]
- Положај у дворишту: Био је смештен у дворишту, али често мало издвојен од главне куће у којој је боравила цела породична задруга, како би се младенцима обезбедио мир и приватност.
- Скромна унутрашњост: Опрема је била минимална, најчешће само лежај и нешто мало намештаја.

## Функција и намена

### Традиционална улога у задружном животу
Примарна и најзначајнија улога вајата у традиционалној култури Србије била је да служи као просторија за боравак и ноћивање младенаца (тек венчаног брачног пара). У задружном систему живота, где је у једној великој кући често живело више генерација заједно (некада и по три или четири генерације у једној просторији), вајат је омогућавао младом пару неопходну интимност и приватност на почетку брачног живота. Пошто су се младенци ноћу издвајали у вајат, његова удаљеност од главне куће била је важна да би се избегло ометање осталих укућана, за случај "ако би се младенци у страсти занели и постали сувише гласни."
Након што би млада затруднела и родила прво дете, брачни пар би се обично преселио у главну кућу, а вајат би добио другу намену или би се припремао за следеће младенце у задрузи.

### Друге намене
Поред основне функције, вајат је могао служити и за друге потребе:
- Као остава за чување хране (жито, брашно, воће, поврће), алата, пољопривредне опреме или других кућних потрепштина.[1] Ово је данас његова најчешћа функција.
- Као просторија за госте (гостински вајат).
- У неким крајевима, као летња кухиња или млекар (просторија за чување млечних производа).

### Савремена употреба и очуваност
Са нестанком традиционалног задружног начина живота и променом структуре породице, вајат је изгубио своју примарну функцију просторије за младенце. Многи вајати су временом пропали или су срушени. Они који су сачувани данас углавном служе као оставе.
Међутим, у оквиру етно-села и туристичких комплекса који негују традиционалну архитектуру, вајати се понекад обнављају или граде нови по узору на старе, како би се очувао овај део народног градитељства и културног наслеђа. Они тада могу служити као смештајни објекти за туристе или као изложбени простори.

## Културни и друштвени значај
Вајат има значајну улогу у разумевању традиционалног сеоског живота, породичних односа и обичаја у Србији, посебно у контексту задруге. Као архитектонски објекат, сведочи о народном неимарству и прилагођавању грађевинских решења специфичним друштвеним потребама. Симболички, вајат је представљао простор за почетак новог брачног живота и обезбеђивање продужетка породице.

## Примери сачуваних вајата
Сачувани примери традиционалних вајата могу се видети у неким сеоским срединама, као и у оквиру етно-паркова и музеја на отвореном широм Србије, као што су:
- Музеј на отвореном Старо село у Сирогојну
- Етно-парк у Купинову
- Поједини примери у оквиру заштићених сеоских целина или појединачних окућница (нпр. Окућница Латинке Ивановић у Башину).